# Sidirochóri
Sidirochóri (Sidirochori) är en ort i Grekland.   Den ligger i prefekturen Nomós Kaválas och regionen Östra Makedonien och Thrakien, i den nordöstra delen av landet, 300 km norr om huvudstaden Aten. Sidirochóri ligger 110 meter över havet och antalet invånare är 189.
Terrängen runt Sidirochóri är kuperad åt sydost, men åt nordväst är den bergig.  Närmaste större samhälle är Eleftheroúpolis, 12,0 km nordost om Sidirochóri. 